# Georgina Bardach
Georgina Bardach (n. 18 august 1983, Córdoba, Argentina, Provincia Córdoba, Argentina) este o înotătoare argentiniană, medaliată olimpică. A participat la 4 ediții ale Jocurilor Olimpice (2000, 2004, 2008, 2012) în care a câștigat o medalie de bronz.